# Szczawnica-Krościenko

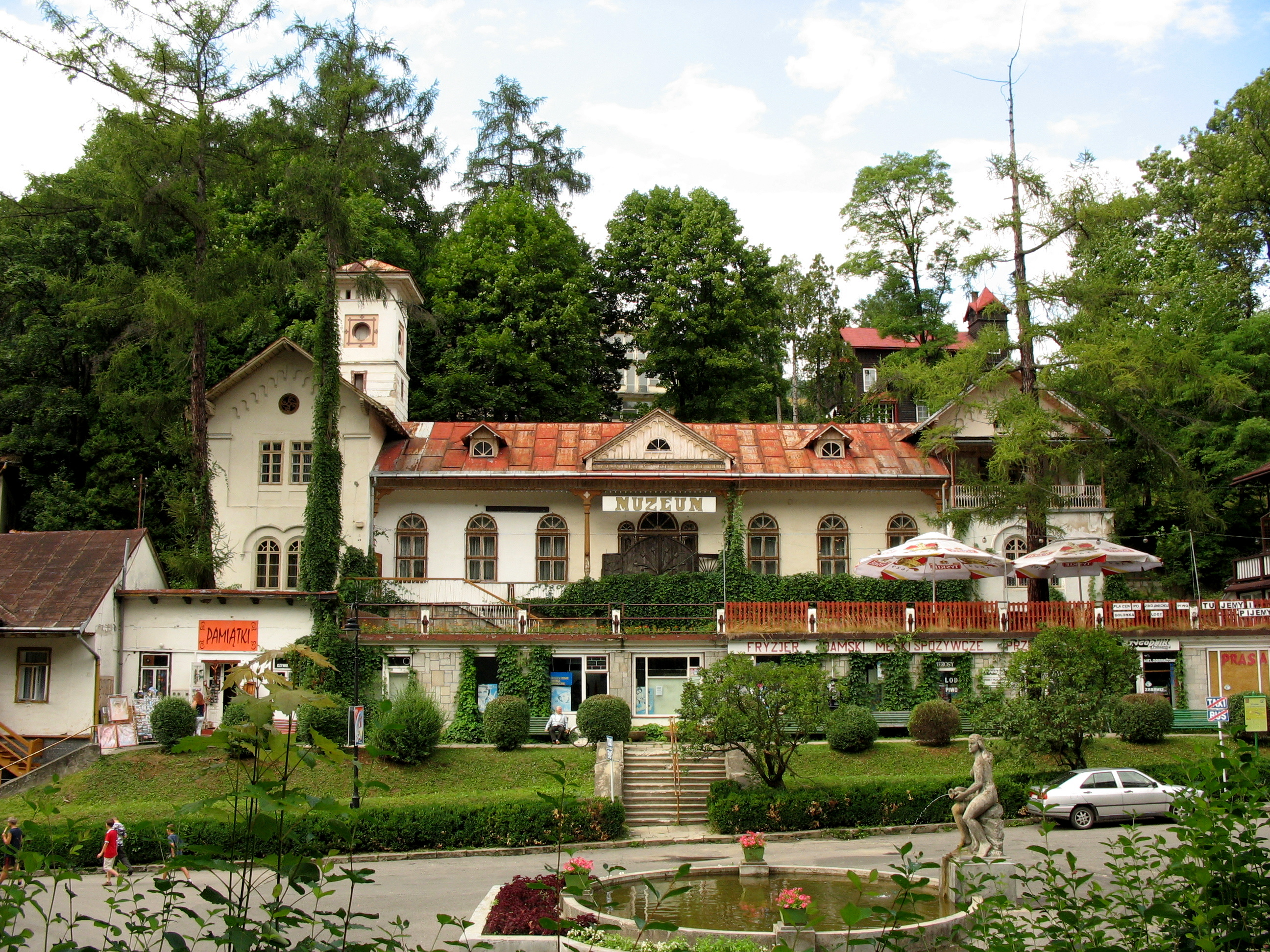
Willa Pałac w Szczawnicy

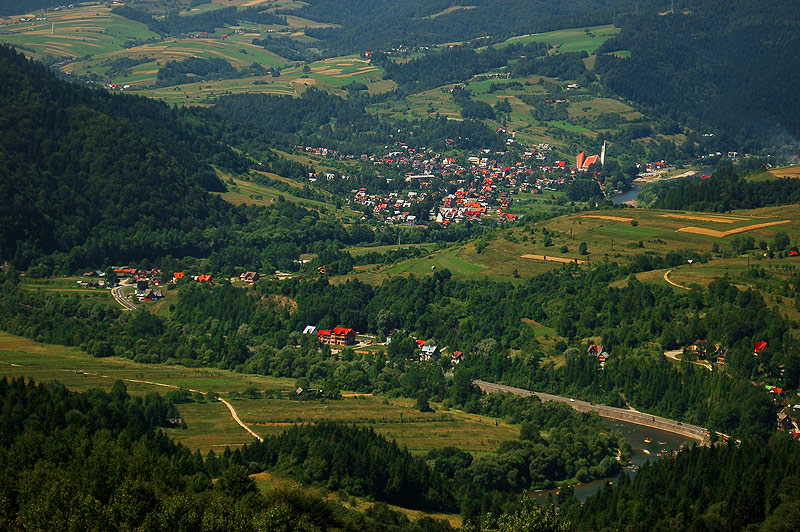
Widok na Krościenko

Szczawnica-Krościenko – miasto istniejące w latach 1973–1982, później podzielone na miasto Szczawnica i wsie Krościenko nad Dunajcem i Tylka w woj. małopolskim, w powiecie nowotarskim.

## Historia

### Utworzenie miasta
Miasto Szczawnica-Krościenko zostało utworzone w 1973 roku w wyniku administracyjnego połączenia miasta Szczawnicy (prawa miejskie 1962) z osiedlem Krościenko (obecnie pod nazwą Krościenko nad Dunajcem). W roku 1956 Krościenko liczyło 2800 mieszkańców, a Szczawnica 4400. W roku 1962 Krościenko liczyło 3000 mieszkańców, a Szczawnica 4900.

### Rozdzielenie miasta
Data rozdzielenia miasta nie jest jednoznaczna, ponieważ manewr ten nastąpił w okresie stanu wojennego i był opóźniany kolejnymi rozporządzeniami, a sam fakt rozdzielenia opisany był w dwóch oddzielnych dokumentach ustawodawczych:
- Według Dz.U. z 1981 r. nr 26, poz. 139 (§ 1 i § 2-pkt 4)[2] ze Szczawnicy-Krościenka wyłącza się obszar pod nazwą Krościenko oraz przysiółek Tylka, tworząc z nich gminę Krościenko, w której skład wchodzą także wyłączone z gminy Czorsztyn sołectwa Grywałd i Krośnica. Datę ustalono na 1 stycznia 1982 roku. Kolejnym rozporządzeniem zawartym w Dz.U. z 1981 r. nr 31, poz. 178[3] zmieniono datę wejścia w życie dotychczasowego rozporządzenia na nieokreślone „z upływem dwóch miesięcy od dnia zniesienia stanu wojennego”. Wreszcie trzecim rozporządzeniem, zawartym w Dz.U. z 1982 r. nr 23, poz. 165[4], ustalono ostateczną datę przedawnianego manewru – na 1 października 1982.

- Zmianę nazwy miasta Szczawnica-Krościenko (a technicznie pozostałego po nim obszaru po wyłączeniu ww. terenów) na Szczawnica opisano w zarządzeniu zawartym w M.P. 1981 nr 28, poz. 261 (M.P. z 1981 r. nr 28, poz. 261)[5]. Datę przeprowadzenia zmiany nazwy ustalono na 1 stycznia 1982 roku, a więc na ten sam dzień co planowane utworzenie gminy Krościenko. Dokument ten nie został jednak odwleczony.

Miasto Szczawnica-Krościenko przestało istnieć z dniem 1 stycznia 1982 (po przemianowaniu na Szczawnica), jednakże funkcjonowało ono de facto (pod względem administracyjnym i o dawnym zasięgu geograficznym) aż do 1 października 1982, kiedy to faktycznie odłączono Krościenko i utworzono nową gminę.